# Наваль ель Мутавакель
Наваль ель Мутавакель (араб. نوال المتوكل, нар. 15 квітня 1962, Касабланка) — марокканська легкоатлетка, яка спеціалізувалася на спринті та бігу з бар'єрами, олімпійська чемпіонка.

## Виступ на Олімпіаді-1984
Наваль ель Мутавакель була досвідченою бігункою, яка брала участь у багатьох змаганнях зі спринту та бігу з бар'єрами. Вона була неодноразовою переможницею чемпіонатів Африки та чемпіонатів арабських країн.
На Олімпійських іграх 1984 у бігу на 400 метрів з бар'єрами, за відсутності на Олімпіаді через бойкот найсильніших у світі представниць цієї дисципліни з соціалістичних країн, Наваль ель Мутавакель, яка на останньому чемпіонаті світу 1983 року на цій дистанції зайняла лише 12-е місце, зуміла завоювати золоту медаль, випередивши на півсекунди американку Джуді Браун (14-е місце на чемпіонаті світу 1983) та 0,8 сек Крістіну Кожокару (Румунія, 8-е місце на чемпіонаті світу 1983).
Наваль ель Мутавакель стала першою африканською жінкою і першою мусульманкою, яка виграла золоту медаль на Олімпійських іграх.

## Подальша діяльність
Завершивши 1987 року виступи, Наваль ель Мутавакель не розпрощалася зі спортом. 1993 року вона започаткувала щорічні змагання з бігу «Жінки Касабланки». 1995 року стала членом Міжнародної асоціації легкоатлетичних федерацій. 1998 року стала членом Міжнародного олімпійського комітету. З 2012 року вона є віце-президентом МОК.